# Електричний ракетний двигун

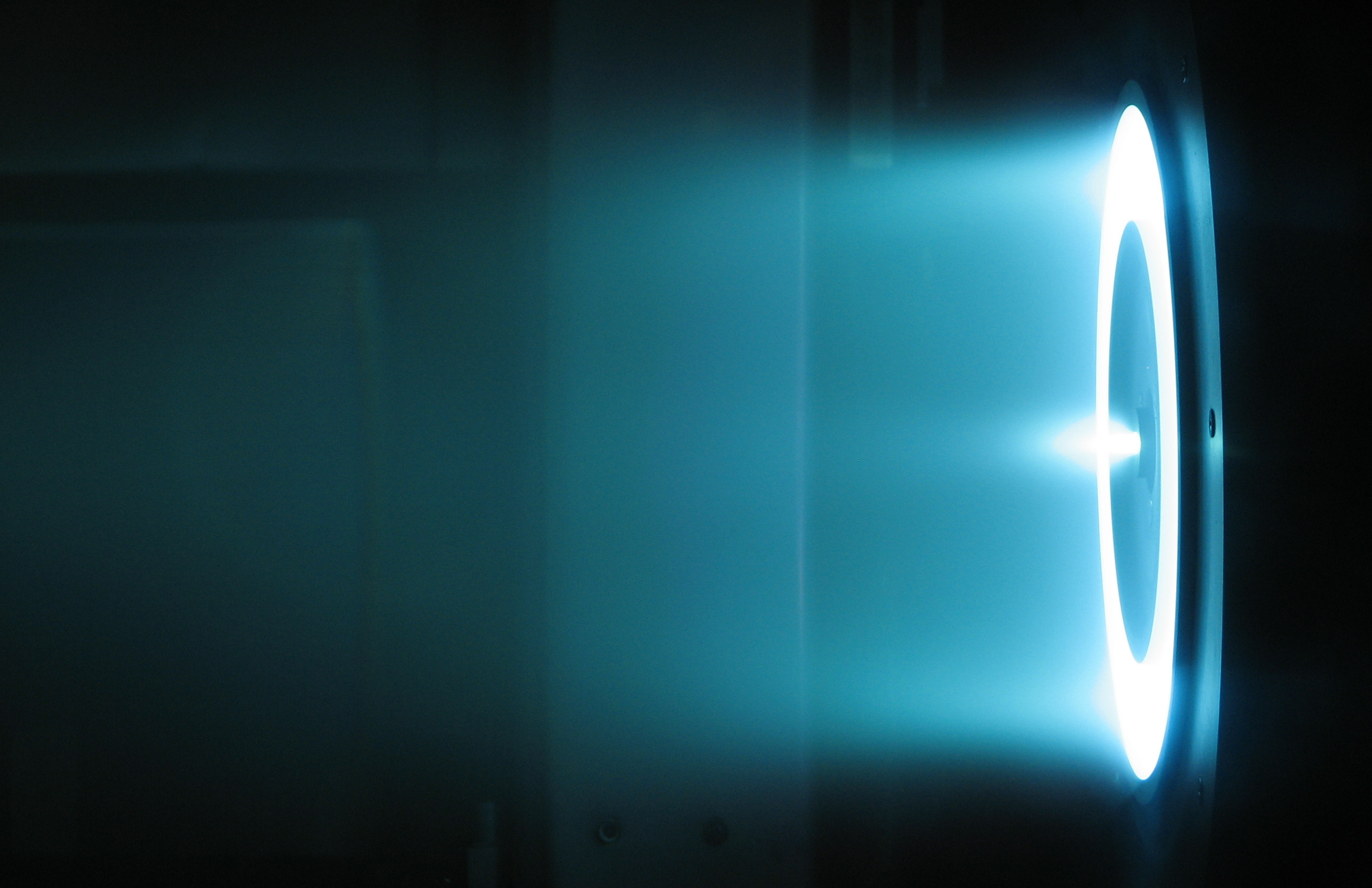
Двигун Холла потужністю 6 кВт., в експлуатації в NASA Jet Propulsion Laboratory.

Електричний ракетний двигун (ЕРД) — це двигун, що використовує електричну енергію для зміни швидкості космічного апарата (КА). Більшість ЕРД працюють методом витіснення газів на високих швидкостях (неможливо у звичайних ракетних двигунах).
ЕРД зазвичай використовують набагато менше ракетного палива ніж хімічні двигуни. Через невелику потужність тяга ЕРД слабкіша за тягу хімічних двигунів, але ЕРД можуть працювати набагато довше. Їх використовують як допоміжні або маршові рушійні установки на космічних літальних апаратах. За допомогою ЕРД, в яких електр. енергія переходить у кінетичну енергію реактивного струменя, питомий імпульс підвищується в десятки й сотні разів. Внаслідок великої швидкості витікання робочого тіла для ЕРД характерне істотне зниження маси цього тіла, запаси якого не поповнюються. За допомогою ЕРД можна досягнути великих швидкостей КА, що може бути використано для досліджень космосу. Велика відносна вага електросилової установки визначає малу тягооснащеність космічного об'єкта з ЕРД. Тому такі двигуни можна застосовувати лише для об'єктів, що перебувають у космосі тривалий час, і в тих випадках, коли допускаються малі прискорення порядку 10-3 д. За способом прискорення робочого тіла розрізняють електротермічні, електромагн. та електростатичні ЕРД. В минулому в СРСР на космічних апаратах "Зонд" і "Космос", а наразі у США проводиться відпрацювання ЕРД в умовах польоту.